# La Foradada
|  | Aquest article tracta sobre l'illot dels Columbrets. Vegeu-ne altres significats a «Foradada (desambiguació)». |

La Foradada, també anomenada Ferrer, és un dels illots de l'arxipèlag dels Columbrets, situat al sud-oest de l'illa Grossa, la més gran de l'arxipèlag, i al sud de l'illa la Ferrera i el Carallot.

## Topònim
Popularment sempre ha sigut anomenat pels pescadors com La Foradada. No obstant això, va ser anomenada com Ferrer pel capità Smith i com Horadada pel capità Rafael Pardo de Figueroa.
El seu nom es deu al fet que presenta una gran cavitat al centre.

## Història
Històricament, va servir de refugi per a les activitats dels contrabandistes durant els segle xix i principi del xx. El forat de l'illa constituïa un abric natural per als vaixells que es dedicaven al contraban, puix que podien romandre amagats als prismàtics dels serveis de vigilància. Aquests darrers, per tal de posar fi al contraban en l'illa, optaren per provocar una explosió de roques, que transformà considerablement la morfologia de l'illa.

## Geografia
El grup de la Foradada està integrat pels illots Lobo i Méndez Núñez, i la Pedra Joaquín i Jorge Juan (un banc).
La Foradada, l'illa principal d'aquest conjunt, té forma triangular i gairebé no disposa de sòl en tota l'illa. Es caracteritza pels seus abruptes penya-segats, que sovint es converteixen en parets verticals, i pel to roig de les roques. La forma de l'illa és la d'un arc natural obert al centre, al qual es pot accedir a peu amb molta dificultat fins a l'interior. En l'interior es troba una badia d'aigües someres, tancada a est i sud-est pels illots Lobo i Méndez Núñez.

## Protecció
Els Columbrets foren declarats parc natural pel Decret 15/1988, de 25 de gener de la Generalitat Valenciana, i reserva marina de 4.400 hectàrees per ordre de 19 d'abril de 1990, del Ministeri d'Agricultura, Pesca i Alimentació. Foren requalificats com a reserva natural per llei 11/1994, de 27 de desembre, de la Generalitat Valenciana.